# Pedro Requena Estrada
Pedro José Requena Estrada (n. San Francisco de Campeche, Yucatán, Nueva España, Imperio Español, 6 de junio de 1807 - Popotla, Ciudad de México, 23 de abril de 1894) fue un político y escritor mexicano que nació en el estado de Campeche, pero que vivió en el estado de Tabasco, en donde hizo su carrera política, ocupando varios cargos entre los que sobresalen vicegobernador y gobernador interino de Tabasco nombrado por el Congreso del estado. El rey Leopoldo I de Bélgica lo nombró Cónsul de Bélgica en Tabasco y lo condecoró con la Cruz de la Orden de Leopoldo de Bélgica.
Su verdadero nombre era Pedro Tranquilino de la Santísima Trinidad Requena Estrada, y sus padres fueron José Requena y María Joaquina Estrada. Se casó dos ocasiones, la primera con la señora Joaquina Ibarra y Llergo, y la segunda con la señorita Jovita Abreu. Tuvo un hijo llamado José Luis Requena.

## Primeros cargos
Realizó sus estudios de primaria en su ciudad natal. Posteriormente estudió táctica militar y aprendió jurisprudencia en una notaría de Hacienda. Más tarde, en 1824 fue nombrado Cadete asignado al batallón de Castilla. Hacia 1837 se desempeñó como "vista" de la Aduana Marítima de Tabasco. Durante la Guerra de los Pasteles fue nombrado presidente de la Comisión Patriótica Tabasqueña, y por su destacada actividad política más tarde en diciembre de 1940 fue nombrado vocal de la Junta Consultiva Electoral del estado.

## Revolución federalista (1839 - 1840)
Al grito de "Federación o muerte" se inicia en Tabasco la llamada Revolución federalista encaminada a derrocar al gobernador centralista José Ignacio Gutiérrez y encabezada por Fernando Nicolás Maldonado, y apoyada por muchos liberales como Agustín Ruiz de la Peña, Justo Santa Anna, José Víctor Jiménez y otros más. Los primeros alzamientos se registraron en 1839 en Jonuta, Macuspana y Tepetitán. Luego los alzamientos se expandieron a Teapa, Tacotalpa y Jalapa, y poco tiempo después a Cunduacán y la Chontalpa.
Fernando Nicolás Maldonado, se entrevistó con Juan Pablo de Anaya y Francisco de Sentmanat a quienes convenció de apoyar la lucha, y logró convencer también al gobernador de Yucatán Juan de Dios Cosgaya lo que daría fuerza a los federalistas tabasqueños.
Juan Pablo de Anaya y Francisco de Sentmanat arribaron al estado caca uno con su propio contingente, Anaya además iba acompañado del Almirante E. W. Moore quien comandaba tres buques de la armada texana y a quien convenció de apoyarlo en la restauración del federalismo en Tabasco, llegando al puerto de Guadalupe de la Frontera, Tabasco el 7 de septiembre de 1840. Anaya y los buques texanos, entraron por el río Grijalva llegando a la capital San Juan Bautista la que sitiaron y bombardearon.
Así, después de más dos meses de combates, el 17 de noviembre de 1840, las fuerzas federalístas entraban a la capital de Tabasco San Juan Bautista, derrocando al gobernador centralísta José Ignacio Gutiérrez, autonombrándose ese mismo día Anaya como gobernador provisional de Tabasco. Anaya formó una Junta Electorál Consultiva, que tendría la misión de elegir a un gobernador interino que se encargara de instaurar el federalismo en Tabasco llamando a nuevas elecciones.

## Gobernador interino de Tabasco
El 6 de diciembre de 1840 fue elegido por el Congreso Vicegobernador del estado, cargo que ocupó hasta el día 14 del mismo mes y año, ya que el Congreso del estado lo nombró ese día gobernador interino después de la renuncia del gobernador Agustín Ruiz de la Peña debido a las presiones del comandante texano E. W. Moore, quien se presentó frente a la capital del estado San Juan Bautista con los buques de la armada texana, exigiendo un pago de 25 mil pesos. por apoyar en el derrocamiento del gobernador José Ignacio Gutiérrez.

### Bombardeo texano
Al ser nombrado Pedro Requena gobernador interino, tuvo que enfrentar los bombardeos de la escuadra texana fondeada en el río Grijalva, entablando pláticas el gobernador con el comandante Moore, para disuadirlo de no continuar con el ataque a la población civil explicándole que ese trato lo había hecho Moore con Juan Pablo de Anaya, y que el gobierno no contaba con los recursos para solventar su exigencia, a lo que Moore accedió, suspendiendo el bombardeo y retirándose de la capital.

"La situación era muy grave, había tres jefes militares: Anaya, Maldonado y Sentmanat, cada uno mandaba sus fuerzas al triunfo de la revolución, aunque el general Anaya fuera el Comandante General y jefe de todas las fuerzas, era el que mandaba al menor número de tropas. Prevalecía el desorden, intruducido por más de un año de guerra civil, estaban cerradas las oficinas y paralizados los giros. Moore resolvió romper sus fuegos sobre la población, eran las 12 de la noche del mismo día en que me hice cargo del gobierno, corrí y tomé un bote y me dirigí a la cubierta del "Austin" para hablar con Moore y convencerlo de detener el fuego...
Pedro Requena. Gobernador interino de Tabasco

A finales de diciembre de 1840, sobrevino la pugna por el poder y se desató un conflicto entre el gobernador Pedro Requena y el comandante militar de Tabasco Juan Pablo de Anaya por motivos de jurisdicción, aunado a esto, diversos atropellos que cometían algunas de las autoridades militares de la revolución federalista triunfante disgustaron al gobernador, lo que provocó que Requena presentara su renuncia como gobernador interino el 3 de enero de 1841.

## Otros cargos
Posteriormente, fue elegido Diputado al Congreso local, y más tarde de acuerdo a las bases del Plan de Tacubaya, fue elegido representante tabasqueño, pero no aceptó tal nombramiento.
El rey Leopoldo I lo nombró Cónsul de Bélgica en Tabasco. Ejerció como presidente de la Junta del Comercio en San Juan Bautista.
Durante la Intervención estadounidense en Tabasco, y después del triunfo de las fuerzas norteamericanas en la Segunda Batalla de Tabasco el 16 de junio de 1847, el Comodoro Matthew C. Perry le ofreció la gubernatura intervencionista, cargo que no aceptó.

## Condecoraciones y fallecimiento
Pedro Requena fue monarquista, nombrado Caballero de la "Orden de Guadalupe" y recibió la cruz de "Caballero de la Orden de Leopoldo de Bélgica". También fue corresponsal de la Sociedad Mexicana de Geografía y Estadística.
Falleció retirado a la vida privada a la edad de 88 años y debido a complicaciones neumónnicas, en Popotla, Ciudad de México el 23 de abril de 1894.
Escribió dos libros:
- "Breve informe sobre la agricultura, industria y comercio de Tabasco" (1846) y
- "Biografía y Memoria"